# John Denver Spirit Statue
John Denver Spirit Statue er en bronzeskulptur der forstiller countrysangeren John Denver. 
Skulpturen er lavet af billedhuggeren  Sue DiCicco, og lå oprindelig ved Windstar Foundation i Snowmass i Colorado. Men blev senere flyttet til Colorado Music Hall of Fame ved Red Rock efter at Windstar Foundation blev opløst, og jorden blev solgt i 2013. 
Skulpturen blev afsløret i oktober 2002, til ære for John Denver der den 12. oktober 1997 styrtede ned med sit fly i Monterey Bay ved  Pacific Grove og omkom.
39°39′50″N 105°12′11″V / 39.66392°N 105.20305°V